# موريس كامبل
موريس كامبل هو لاعب كرلنغ كندي، ولد في 28 نوفمبر 1919 في سان هياسنت في كندا، وتوفي في 4 يوليو 2014 في تروا ريفيير في كندا.